# 2018년 KBO 리그 2차 드래프트
2018년 KBO 리그 2차 드래프트는 2017년 11월 22일에 실시되는 2차 드래프트이다. 

## 지명방식
2011년에 첫 2차 드래프트가 시행된 이후 많은 문제점들이 지적되었으나, 신생팀도 같은 룰에서 지명되어야 한다는 형평성을 이유로 그간 룰 개정이 이루어지지 않았다. 그렇게 2015년의 3회차 2차 드래프트까지 초기 룰을 바탕으로 드래프트를 마쳤고, 4회차 2차 드래프트가 이루어지는 2017년 룰의 개정이 이루어졌다.
홀수 라운드는 직전시즌 성적의 역순으로 이루어지고 짝수 라운드는 직전시즌 성적시즌 순으로 이루어지는 스네이크식 지명방식에서 모든 라운드를 직전시즌 성적의 역순으로만 지명하는 Z자 방식으로 변경됐고, 프로 입단 기준 2년차 신인까지는 자동으로 보호된다.
또 군보류 선수에 대한 자동 보호가 없어졌으며, 팀당 유출 한도 인원이 5명에서 4인으로 축소됐다.
- 지명순서 : kt → 삼성 → 한화 → 키움 → LG → SK → NC → 롯데 → 두산 → KIA

### 드래프트 결과
| 라운드 | kt                           | 삼성                         | 한화                           | 넥센     | LG                             | SK                             | NC                           | 롯데                        | 두산                         | KIA                          |
| ------ | ---------------------------- | ---------------------------- | ------------------------------ | -------- | ------------------------------ | ------------------------------ | ---------------------------- | --------------------------- | ---------------------------- | ---------------------------- |
| 1      | 조현우 (롯데 자이언츠, 투수) | 이성곤 (두산 베어스, 외야수) | 문동욱 (롯데 자이언츠, 투수)   | 지명포기 | 이진석 (SK 와이번스, 외야수)   | 강지광 (키움 히어로즈, 외야수) | 유원상 (LG 트윈스, 투수)     | 고효준 (KIA 타이거즈, 투수) | 최대성 (kt 위즈, 투수)       | 최정용 (SK 와이번스, 내야수) |
| 2      | 금유성 (키움 히어로즈, 투수) | 손주인 (LG 트윈스, 내야수)   | 백진우 (LG 트윈스, 외야수)     | 지명포기 | 장시윤 (넥센 히어로즈, 내야수) | 김주온 (삼성 라이온즈, 투수)   | 김건태 (넥센 히어로즈, 투수) | 이병규 (LG 트윈스, 외야수)  | 김도현 (SK 와이번스, 외야수) | 황윤호 (NC 다이노스, 내야수) |
| 3      | 김용주 (한화 이글스, 투수)   | 박세웅 (SK 와이번스, 투수)   | 김지수 (롯데 자이언츠, 외야수) | 지명포기 | 신민재 (두산 베어스, 내야수)   | 허도환 (한화 이글스, 포수)     | 박진우 (두산 베어스, 투수)   | 오현택 (두산 베어스, 투수)  | 지명포기                     | 유민상 (kt 위즈, 내야수)     |

- 팀당 떠나보낸 선수 숫자 : 4명(두산, SK, LG, 넥센), 3명(롯데), 2명(한화, kt), 1명(KIA, NC, 삼성)

## 참조
1. ↑  이적 후 투수로 전향할 예정이다.
2. ↑  경찰 야구단 입대에 따라 2018년에 팀에 합류